# Pavel Pavlioutchenko
Pavel Sergueïévitch Pavlioutchenko (en russe : Павел Сергеевич Павлюченко) ou Pavel Siarheïévitch Pawlioutchenka (en biélorusse : Павел Сяргеевіч Паўлючэнка) est un footballeur international biélorusse né le 1er janvier 1998 à Mahiliow. Il évolue au poste de gardien de but au Górnik Zabrze en prêt de Termalica Nieciecza.

## Biographie

### Carrière en club
Natif de Mahiliow, Pavel Pavlioutchenko effectue sa formation au sein du club local du Dniepr Mahiliow, où il fait ses débuts professionnels en deuxième division durant la saison 2016, disputant 20 rencontres tandis que l'équipe termine deuxième du championnat et accède à la première division en fin d'année.
Cantonné à l'équipe réserve l'année suivante, il est transféré durant l'été 2017 au Dinamo Brest, où il apparaît régulièrement durant la fin de saison en jouant sept rencontres sur douze pour deux buts encaissés, lui permettant d'être élu meilleur gardien de la saison par les supporters du club,.
Mis sur le banc par l'arrivée d'Aleksandr Gutor en début d'année 2018, il devient le gardien remplaçant de l'équipe et apparaît de manière sporadique lors des saisons qui suivent, jouant notamment quatre rencontres en 2019, année qui voit le Dinamo remporter le championnat. Durant l'exercice 2020, il est utilisé en alternance avec Sergueï Ignatovitch (en) et joue quatorze matchs sur toute l'année.
En janvier 2021, Pavlioutchenko rejoint l'autre club brestois du Rukh. Il contribue par la suite à la cinquième place du club en championnat, ne concédant que 27 buts en 28 matchs et gardant ses cages inviolées par quinze fois, ce qui lui vaut d'être élu meilleur gardien de la compétition. À l'issue de la saison 2021, il quitte la Biélorussie pour rallier le club polonais du Termalica Nieciecza en janvier 2022.

### Carrière internationale
Régulièrement sélectionné dans les équipes de jeunes de la Biélorussie, Pavel Pavlioutchenko est appelé pour la première fois au sein de la sélection A par Igor Kriouchenko au mois de novembre 2017 et connaît sa première sélection le 13 novembre lors d'un match amical contre la Géorgie,.

## Statistiques
| Saison                | Club                  | Championnat           | Championnat | Championnat | Coupe(s) nationale(s) | Coupe(s) nationale(s) | Compétition(s) continentale(s) | Compétition(s) continentale(s) | Compétition(s) continentale(s) | Total | Total |
| Saison                | Club                  | Division              | M.          | B.          | M.                    | B.                    | Comp.                          | M.                             | B.                             | M.    | B.    |
| 2016                  | Dniepr Mahiliow       | D2                    | 20          | 0           | -                     | -                     | -                              | -                              | -                              | 20    | 0     |
| 2017                  | Dniepr Mahiliow       | D1                    | -           | -           | 1                     | 0                     | -                              | -                              | -                              | 1     | 0     |
| Sous-total            | Sous-total            | Sous-total            | 20          | 0           | 1                     | 0                     | -                              | -                              | -                              | 21    | 0     |
| 2017                  | Dinamo Brest          | D1                    | 7           | 0           | -                     | -                     | -                              | -                              | -                              | 7     | 0     |
| 2018                  | Dinamo Brest          | D1                    | 6           | 0           | -                     | -                     | C3                             | 1                              | 0                              | 7     | 0     |
| 2019                  | Dinamo Brest          | D1                    | 4           | 0           | 3                     | 0                     | -                              | -                              | -                              | 7     | 0     |
| 2020                  | Dinamo Brest          | D1                    | 13          | 0           | 2                     | 0                     | -                              | -                              | -                              | 15    | 0     |
| Sous-total            | Sous-total            | Sous-total            | 30          | 0           | 5                     | 0                     | -                              | 1                              | 0                              | 36    | 0     |
| 2021                  | Rukh Brest            | D1                    | 28          | 0           | -                     | -                     | -                              | -                              | -                              | 28    | 0     |
| Total sur la carrière | Total sur la carrière | Total sur la carrière | 78          | 0           | 6                     | 0                     | -                              | 1                              | 0                              | 85    | 0     |

## Palmarès
Dinamo Brest
- Champion de Biélorussie en 2019.
- Vainqueur de la Supercoupe de Biélorussie en 2019 et 2020.